# Rauni Magga Lukkari
Rauni Magga Lukkari, född 30 september 1943 i Vetsikko i Utsjoki kommun i Finland, är en samiskspråkig författare.
Rauni Magga Lukkari flyttade först till Tana bru, men är nu bosatt i Tromsø, där hon driver det egna förlaget Gollegiella som ger ut ljudböcker på samiska språk och tvåspråkiga böcker.
Hennes debutbok, Jienat vulget (Isen går), kom ut 1980. År 1987 nominerades Mørk dagbok till Nordiska rådets litteraturpris. 
År 1996 vann hon förstapriset i det samiske forlaget Davvi Girjis litteraturpristävling om bästa samiskspåkliga originalmanus med diktsamlingen Árbeeadni. Med monologen En lykkens mann 2007 debuterade Rauni Magga Lukkari som teaterförfattare. Pjäsen spelades på Norsk dramatikkfestival 2007 och på Nationaltheatret. Pjäsen  skildrer sorglustigt en kärv uppväxt i Tanadalen.